# هوتهيد
هوتهيد (بالإنجليزية: HOTHEAD) هو جين موجود في نبات أرابيدوپسس ثاليانا، والذي يقوم بترميز إنزيم مؤكسدة مختزلة يحتوي على فلافين الأدينين ثنائي النوكليوتيد. ويشارك هذا الجين في تكوين الخباء (الكربلة) أثناء تخلق الزهور، وذلك عن طريق انصهار الخلايا البشروية. وفي عام 2005، كانت هناك اقتراحات بأن النباتات الطافرة «المتغيرة» التي تفتقد جين هوتهيد قادرة على «تذكر» تسلسلات الجينات التي كانت موجودة في أسلافها، من خلال بعض أنواع آلية الوراثة غير المندلية. وأظهرت الأبحاث اللاحقة أن هذا النمط الظاهري الغريب كان بسبب النباتات التي تتمتع بتحيز واضح تجاه التهجين، بدلاً من السلوك العادي المتمثل في الأرابيدوبسيس، الذي يقوم بالإخصاب الذاتي.